# Stone Mountain (Carolina del Nord)
La Stone Mountain (in lingua inglese: montagna di pietra) è la principale attrattiva dello Stone Mountain State Park che si estende tra la Contea di Alleghany e la Contea di Wilkes nello Stato americano della Carolina del Nord.

## Caratteristiche
Geologicamente è classificato come monadnock, una elevazione rocciosa che si staglia isolata nella pianura. Ha la forma a cupola di un duomo geologico ed è costituita da granito (in particolare quarzodiorite e granodiorite) risalente al Devoniano che si è intruso nel gneiss precambriano della Alligator Back Formation.
Il monte si innalza di 183 m rispetto al terreno circostante raggiungendo un'elevazione di 706 m sul livello del mare. La struttura è caratterizzata da pareti verticale spoglie di un caratteristico colore bruno-grigiastro e data la sua posizione isolata è visibile da parecchi chilometri di distanza.
È considerata il miglior esempio di monadnock granitico della Carolina del Nord e dal maggio 1974 è stata inclusa nella lista dei National Natural Landmark.
La Stone Mountain offre una ben conosciuta serie di vie di arrampicata su roccia, mentre i vari ruscelli del parco naturale sono apprezzati per la pesca del salmerino di fontana.